# Nội các Lee Wan-koo
Nội các Lee Wan-koo do Tổng thống Park Geun-hye cải tổ từ nội các Jung Hong-won. Ngày 16/2/2015 Cựu chủ tịch Đảng Saenuri Lee Wan-koo được Quốc hội bỏ phiếu với 148/128 phiếu, chính thức trở thành Thủ tướng, đây là nỗ lực tìm kiếm người thay thế Thủ tướng Jung Hong-won sau vụ chìm phà Sewol (16/4/2014). 

## Nội các hiện tại

### Bộ
| Bộ trưởng                                                                            | Đương nhiệm      |
| ------------------------------------------------------------------------------------ | ---------------- |
| Tổng thống 대한민국 대통령, 大韓民國大統領                                           | Park Geun-hye    |
| Thủ tướng 국무총리, 國務總理                                                         | Lee Wan-koo      |
| Phó Thủ tướng 부총리, 副總理 Bộ Kế hoạch Tài chính 기획재정부, 企劃財政部            | Choi Kyoung-hwan |
| Phó Thủ tướng 부총리, 副總理 Bộ Giáo dục 교육부, 敎育部                              | Song Kwang-yong  |
| Bộ Khoa học Công nghệ Thông tin và Kế hoạch Tương lai 미래창조과학부, 未來創造科學部 | Choi Mun-kee     |
| Bộ Ngoại giao 외교부, 外交部                                                         | Yun Byung-se     |
| Bộ Thống nhất 통일부, 統一部                                                         | Hong Yong-pyo    |
| Bộ Tư pháp 법무부, 法務部                                                            | Hwang Kyo-ahn    |
| Bộ Quốc phòng 국방부, 國防部                                                         | Kim Kwan-jin     |
| Bộ An ninh và Hành chính 행정자치부, 行政自治部                                      | Chong Jong-sup   |
| Bộ Văn hóa Thể thao và Du lịch 문화체육관광부, 文化體育觀光部                        | Song Kwang-yong  |
| Bộ Nông nghiệp, Lương thực và Nông thôn 농림축산식품부, 農林畜産食品部               | Lee Dong-phil    |
| Bộ Thương mại, Công nghiệp và Năng lượng 산업통상자원부, 産業通商資源部              | Yoon Sang-jick   |
| Bộ Y tế và phúc lợi 보건복지부, 保健福祉部                                           | Moon Hyung-pyo   |
| Bộ Môi trường 환경부, 環境部                                                         | Yoon Seang-kyu   |
| Bộ Việc làm và Lao động 고용노동부, 雇用勞動部                                       | Phang Ha-nam     |
| Bộ Bình đẳng giới và Gia đình 여성가족부, 女性家族部                                 | Cho Yoon-sun     |
| Bộ Địa chính, Hạ tầng và Giao thông 국토교통부, 國土交通部                           | Yoo Il-ho        |
| Bộ Đại dương và Thủy sản 해양수산부, 海洋水産部                                      | Yoo Ki-june      |